# Lüddecke & Co

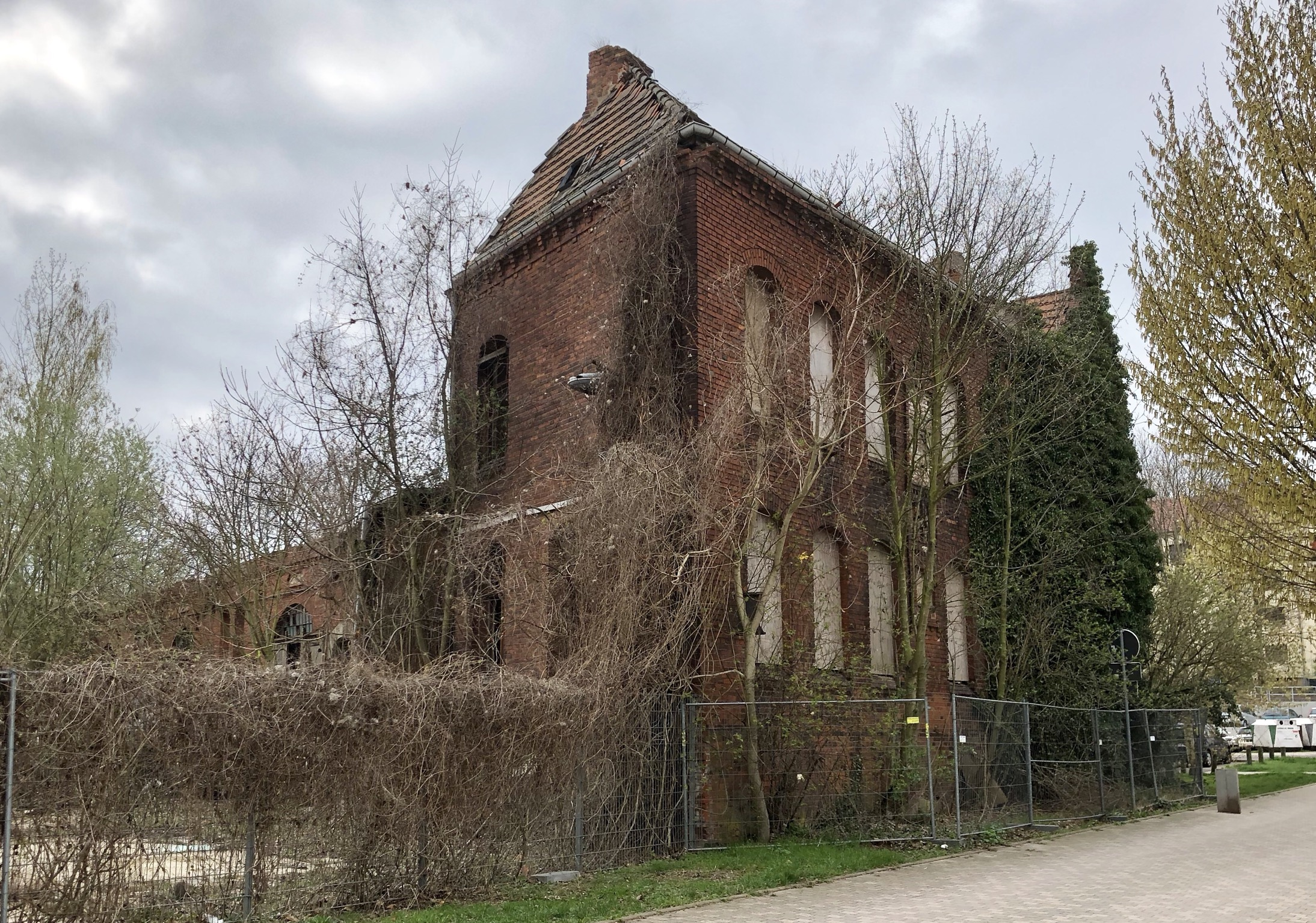
Lager am Sülzeberg, 2019

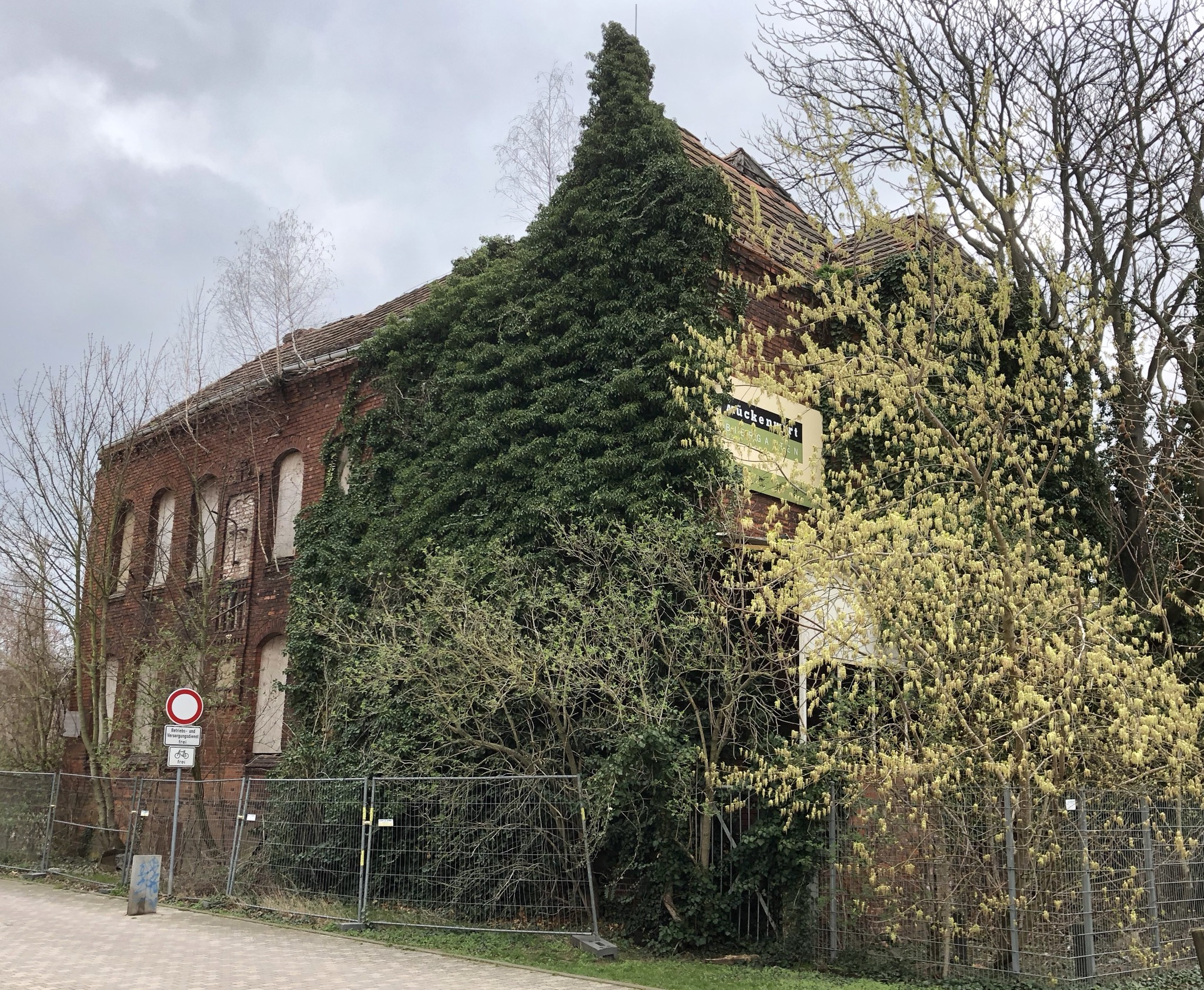
Blick von Westen

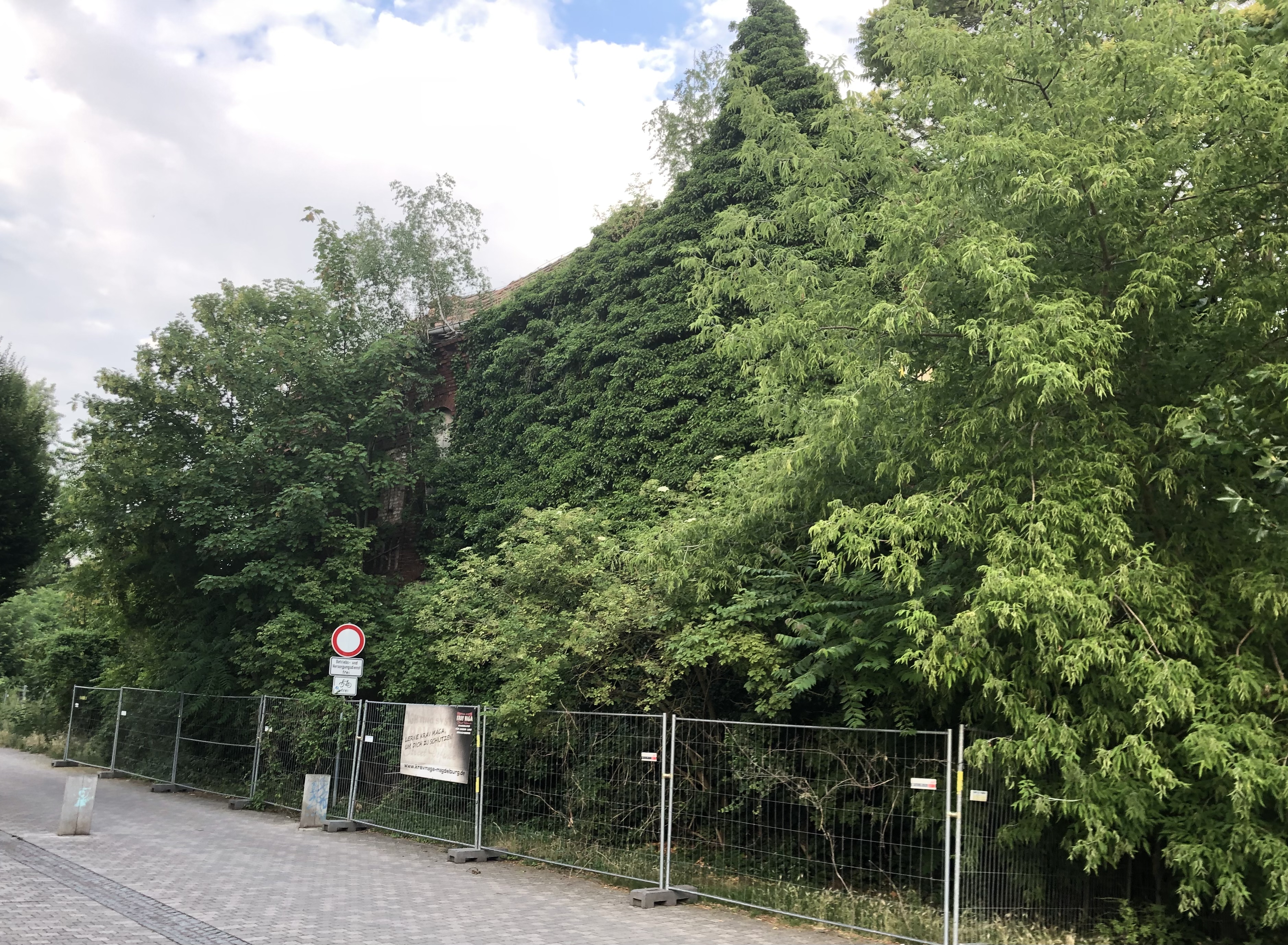
Zustand am 28. Juni 2021, kurz vor dem Abriss

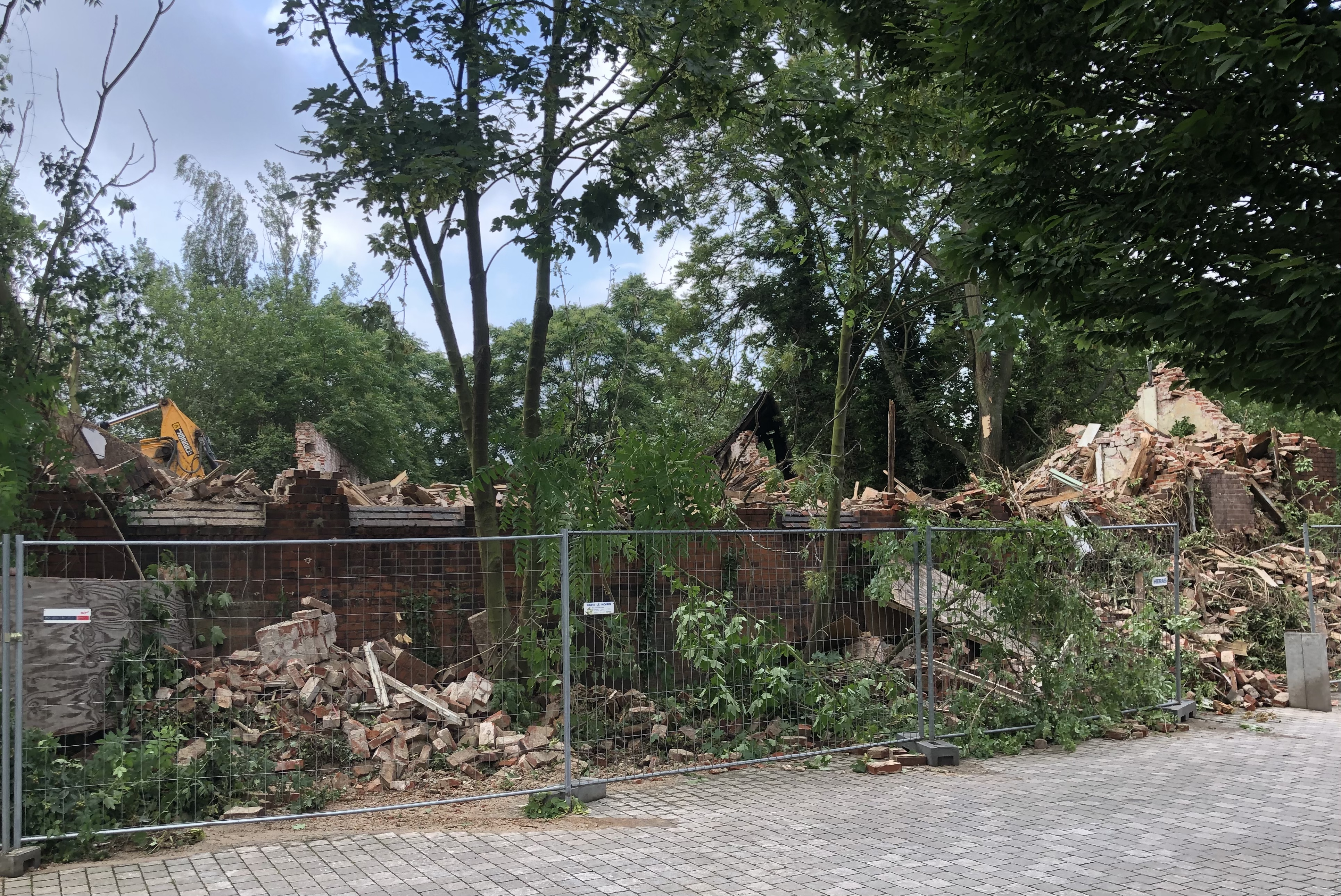
Abgerissenes Gebäude, Zustand am 2. Juli 2021

Lüddecke & Co war eine Spedition in Magdeburg in Sachsen-Anhalt. Der ehemalige Sitz des Unternehmens stand unter Denkmalschutz, wurde jedoch 2021 wegen Einsturzgefahr abgerissen.

## Lage
Das erhaltene Gebäude befand sich auf der Südseite der Straße Sülzeberg im Magdeburger Stadtteil Buckau, westlich der Elbe, nahe dem Sülzehafen.

## Architektur und Geschichte
Das Kontorhaus der Spedition entstand mitsamt einem sich direkt anschließenden Lagergebäude in den Jahren 1894/96. Nach Norden zur Straße hin wurde das Kontor als zweigeschossiger, neunachsiger Backsteinbau über einem Souterrain errichtet. Die äußere rechte Achse war als mit einem Giebel bekrönter Seitenrisalit ausgeführt. Das sich nach Süden auf der Rückseite des Kontors erstreckende Lager war auf beiden Seiten mit Rampen versehen, über die Warenumschläge von Straße und Schiene erfolgten. 
Das Gebäude stand über lange Zeiträume leer und war dringend sanierungsbedürftig. Am 1. Juli 2021 wurde es dann auf Veranlassung der Magdeburger Stadtverwaltung wegen Einsturzgefahr abgerissen. Es waren zuvor große Verformungen im Bereich von Dach und Drempel festgestellt worden.
Im örtlichen Denkmalverzeichnis war das Lager unter der Erfassungsnummer 094 71196 als Baudenkmal verzeichnet. Im Jahr 2021 nach Verfall und Abbruch aus bauordnungsrechtlichen Gründen aus dem Denkmalverzeichnis gestrichen.
Der Gebäudekomplex galt als letztes erhaltenes Element des ehemaligen Sülzebahnhofs. Er wurde als typisches Beispiel einer Betriebsstätte einer Spedition der Bauzeit als bedeutsam für die Architektur- und Wirtschaftsgeschichte der Region angesehen.